# Powiatowy Urząd Bezpieczeństwa Publicznego w Drawsku Pomorskim

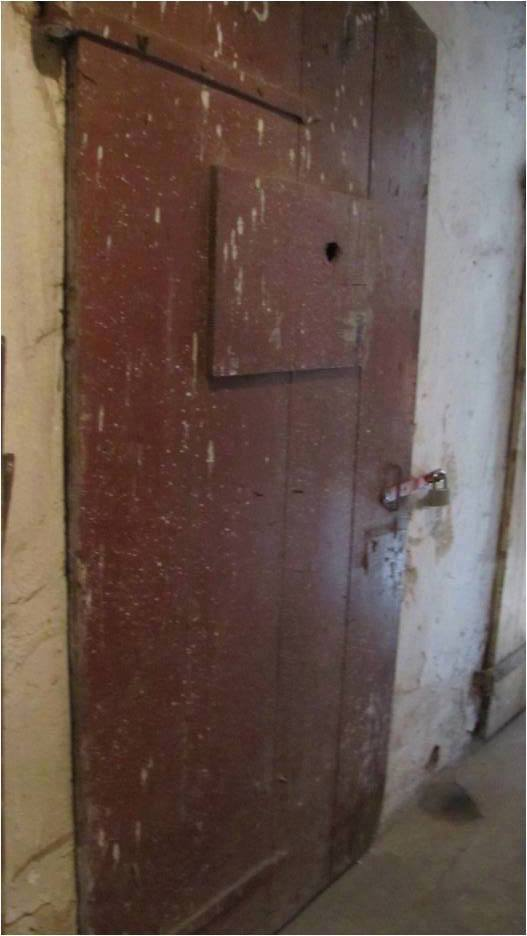
Drzwi do piwnicy w kamienicy przy ul. Obrońców Westerplatte 9

Budynek dawnego Powiatowego Urzędu Bezpieczeństwa Publicznego w Drawsku Pomorskim – budynek przy ul. Obrońców Westerplatte 9 (dawniej ul. Obrońców Stalingradu 9) który pełnił w latach 1947-1956 funkcję Powiatowego Urzędu Bezpieczeństwa Publicznego który funkcjonował na terenie powiatu drawskiego i stanowił jednostkę terenową Ministerstwa Bezpieczeństwa Publicznego.

## Historia budynku
Kamienica została wybudowana w 1908 lub 1912 roku przez Gustava Hellera – drawskiego przedsiębiorcę działającego w branży hydraulicznej i blacharskiej. Na cześć imienia jego małżonki nosiła nazwę „Willa Luizy”. Do końca II wojny światowej pełniła funkcje budynku mieszkalnego.
Po 4 marca 1945 roku, kiedy Dramburg (niemiecka nazwa Drawska Pomorskiego) został zajęty przez oddziały polskie i rosyjskie, po zakończeniu walk i względnym ustabilizowaniu się sytuacji w mieście, z inicjatywy nowych władz w piwnicy tego budynku zorganizowano więzienie dla niemieckiej ludności cywilnej.
W latach 1947–1956 pełnił on funkcje Powiatowego Urzędu Bezpieczeństwa Publicznego w Drawsku Pomorskim. Przetrzymywano w nim i w brutalny sposób przesłuchiwano ludzi podejrzewanych o działania przeciwko komunistycznemu reżimowi. Wśród nich znajdowali się członkowie Wyzwoleńczej Armii Podziemnej działającej na terenie Złocieńca, czy rolnicy sprzeciwiający się kolektywizacji wsi.
Obecnie w kamienicy przy ul. Obrońców Westerplatte 9 znajdują się mieszkania prywatne.
Budynek został wpisany do gminnej ewidencji zabytków.

## Opis budynku
Podpiwniczony, stojący na wysokim, kamiennym cokole, dwukondygnacyjny budynek nakryty jest wysokim dachem mansardowym z mieszkalnym poddaszem. W fasadę wpisany jest trzykondygnacyjny pseudoryzalit z niewielkim wykuszem znajdującym się nad wejściem do budynku. Zwieńczony balkonem wykusz obecny jest także w ścianie szczytowej od strony rzeki. W szczytach pseudoryzalitu i lukarnach umieszczone są kartusze z kwiatonami. Bardzo charakterystycznym elementem dla wszystkich inicjatyw budowlanych finansowanych przez Hellera była obecność nakrytego zestopniowanym hełmem stożkowym (a wcześniej wystającą ponad dach szpicą) wykusza stylizowanego na kształt narożnej wieżyczki. Rozwiązanie to występowało również w dwóch innych należących do niego drawskich kamienicach, przez co rodzina Hellerów uzyskała przydomek – Turm-Heller (wieżowych Hellerów). Za domem znajdował się okazały ogród oraz podwórze.